# Mártir

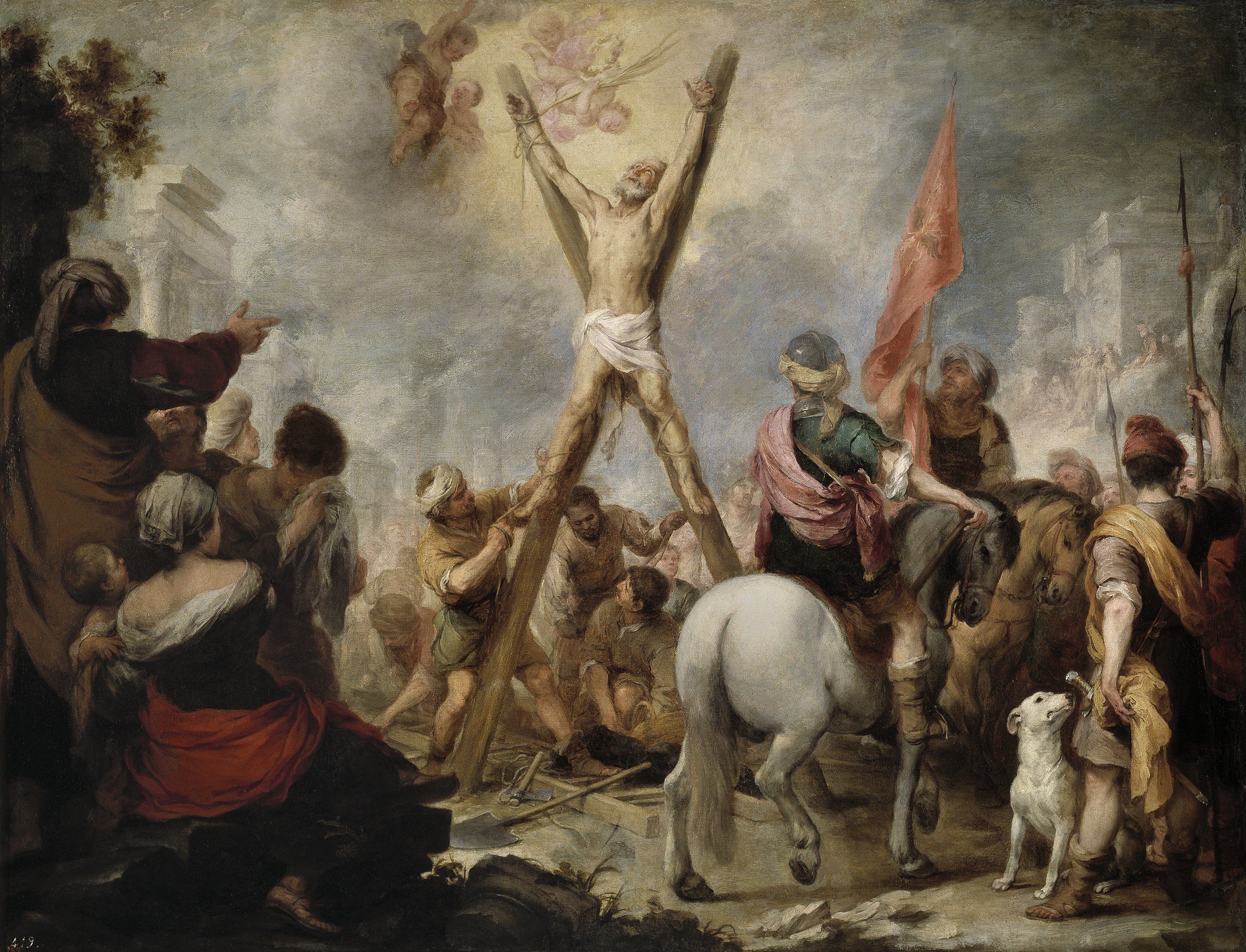
El martirio de san Andrés por Bartolomé Esteban Murillo,. Museo del Prado, Madrid.

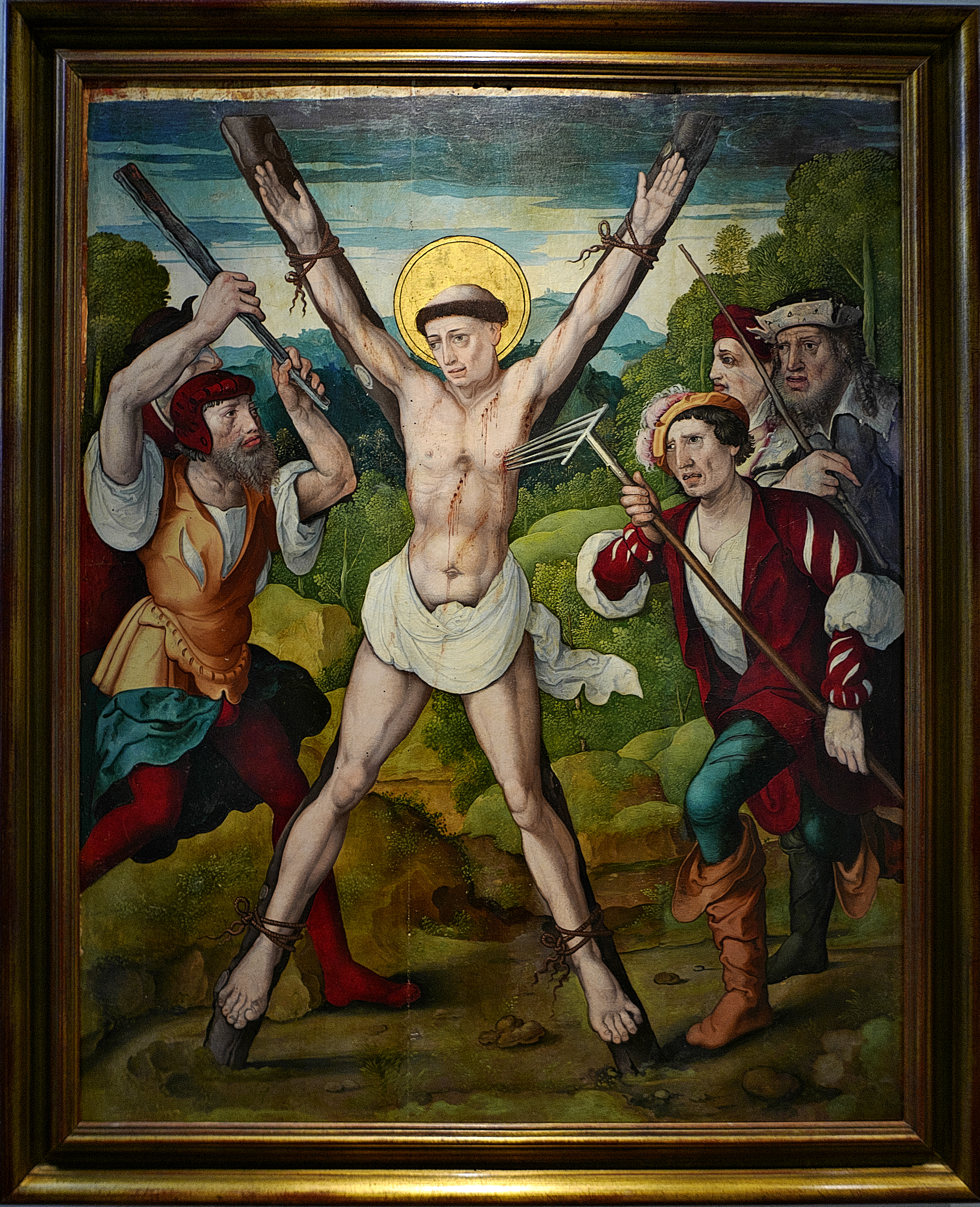
Martirio de San Vicente en el ecúleo, Museo Catedralicio de Burgos.

Un mártir (del griego «μάρτυς, -υρος», «testigo») es una persona que sufre persecución y muerte por defender una causa, generalmente religiosa, aunque también creencias o convicciones, con lo que da «testimonio» de su adhesión a ella.

## En el cristianismo
En el mundo occidental de tradición cristiana, la palabra tiene históricamente connotaciones religiosas, pues se ha considerado que un mártir era una persona que moría por su fe religiosa y, en muchos casos, era torturada hasta la muerte.
Los mártires cristianos de los tres primeros siglos después de Cristo eran asesinados por sus convicciones religiosas (a veces eran crucificados como Cristo) de la misma manera que los prisioneros políticos romanos o arrojados a los leones en un espectáculo circense. Sin embargo, algunos historiadores de la Iglesia, como por ejemplo John Fletcher y Alfonso Ropero afirman que ha habido más mártires cristianos en el siglo XX que en el conjunto de los diecinueve siglos anteriores.
Actualmente, la Iglesia católica incoa el proceso de beatificación, para luego dar paso al de canonización, cuando un fiel católico que goza de fama de martirio porque, siguiendo a Jesucristo más de cerca, sacrificó su vida en el acto del martirio. La fama de martirio es la opinión extendida entre los fieles acerca de la muerte sufrida por el siervo de Dios sea por la fe o por una virtud relacionada con la fe.
Este proceso suele durar varios años, entre otros motivos, por el estudio profundo y exhaustivo que se realiza de la vida y contexto histórico y escritos (si los hay). En este proceso suelen intervenir numerosos expertos en todas las materias y suele escucharse tanto los testimonios favorables como los de aquellos que están en contra. La Santa Sede, suele poner especial cuidado y esmero en el estudio de las causas relacionadas con personajes controvertidos.